# Цефей (созвездие)
Цефе́й (лат. Cepheus) — созвездие Северного полушария неба, имеющее форму неправильного пятиугольника. Южная часть созвездия находится на Млечном пути. Занимает на небе площадь 587,8 квадратного градуса и содержит 148 звёзд, видимых невооружённым глазом.
В сторону Цефея за счёт прецессии перемещается северный полюс мира. Звезда Альраи (γ Cep) окажется вблизи полюса в 3100 году, Альфирк (β Cep) будет ближе к полюсу с 5100 по 6500 годы, а с 8300 года роль полярной перейдёт к звезде Альдерамин (α Cep).

## Звёзды
Созвездие Цефея лишено ярких звёзд. Самая яркая звезда — α Сер, Альдерамин (2,44m).
Звезда δ Cep послужила прототипом для целого класса переменных звёзд — цефеид. Она изменяет свой блеск от 3,5 до 4,4m с периодом 5,37 суток. Переменность звезды была открыта в 1784 году английским астрономом-любителем Джоном Гудрайком. Другая известная переменная звезда, Альфирк, стала прототипом класса переменных типа β Цефея, период у неё 0,19 суток (четыре с половиной часа), а амплитуда — всего лишь 0,05m.
В созвездии есть три красных сверхгиганта, видимых невооружённым глазом:
- μ Cep известна как «гранатовая звезда Гершеля» из-за своего тёмно-красного цвета. Это полуправильная переменная звезда, чей блеск меняется от 3,4m до 5,1m. μ Цефея — одна из крупнейших видимых на небе звёзд, её радиус составляет несколько астрономических единиц.
- VV Цефея — затменная двойная звезда с периодом 20,34 года; её главный компонент — красный сверхгигант, подобный по размеру μ Цефея (радиус 1200-1600 солнечных или 6-7 а.е.)[2].
- HR 8164 (5,66m).
- Крюгер 60 — двойная звезда 10m, состоящая из двух красных карликов. Она находится всего в 13 световых годах от Земли.

## Примечательные объекты
- Звёздное скопление NGC 188 — одно из самых старых (5 млрд лет) среди рассеянных скоплений Галактики.
- NGC 6946 — спиральная галактика, в которой было открыто 7 сверхновых звёзд (больше, чем в любой другой галактике).

## История
Древнее созвездие. Греки приписывали его Евдоксу, но он, вероятно, только автор первого описания созвездия. Созвездие включено в каталог звёздного неба Клавдия Птолемея «Альмагест».
Мифический эфиопский царь Цефей (Кефей) был супругом Кассиопеи и отцом Андромеды.
На арабских картах созвездие носит имя Аль-Мультагиб, что значит «пламенный» или «пылкий». Одной ногой герой упирается в полюс, второй — в Малую Медведицу. На голове у него чалма и корона. В одной руке он держит свой плащ, в другой — свой царский скипетр.

## Наблюдение
Цефей расположен между Кассиопеей и Малой Медведицей. α Цефея находится на прямой, соединяющей α и β Кассиопеи, на расстоянии вчетверо большем, чем расстояние между этими звёздами. Наилучшие условия для наблюдений в июле — сентябре, однако ввиду большого северного склонения созвездие видно на всей территории России круглый год, а вблизи широты Санкт-Петербурга и в более северных районах кульминирует в области зенита.